# 1752
Перша наукова революція •  Просвітництво • Глухівський період в історії Гетьманщини •  Російська імперія

## Геополітична ситуація
Османську імперію очолює Махмуд I (до 1754). Під владою османського султана перебувають Близький Схід та Єгипет, Середземноморське узбережжя Північної Африки, частина Закавказзя, значні території в Європі: Греція, Болгарія і Сербія. Васалами османів є Волощина та Молдова.
Священна Римська імперія охоплює, крім німецьких земель, Угорщину з Хорватією, Трансильванію, Богемію, Північну Італію, Австрійські Нідерланди. Її імператор — Франц I (до 1765). Марія-Терезія має титул королеви Угорщини. Королем Пруссії є Фрідріх II (до 1786).
На передові позиції в Європі вийшла Франція, якою править Людовик XV (до 1774). Франція має колонії в Північній Америці та Індії. В Іспанії королює Фернандо VI (до 1759). Королівству Іспанія належать південь Італії, Нова Іспанія, Нова Гранада та Віцекоролівство Перу в Америці, Філіппіни. У Португалії королює Жозе I (до 1777). Португалія має володіння в Бразилії, в Африці, в Індії, в Індійському океані й Індонезії.
Північ Нідерландів займає Республіка Об'єднаних провінцій. Вона має колонії в Північній Америці, Індонезії, на Формозі та на Цейлоні. Великою Британією править Георг II (до 1760). Британія має колонії в Північній Америці, на Карибах та в Індії. Король Данії та Норвегії — Фредерік V (до 1766), на шведському Фредеріка I змінив Адольф Фредерік (до 1771). На Апеннінському півострові незалежні Венеціанська республіка та Папська область. У Речі Посполитій королює Август III Фрідріх (до 1763). На троні Російської імперії сидить Єлизавета Петрівна (до 1761).
Україну розділено по Дніпру між Річчю Посполитою та Російською імперією. Гетьман України — Кирило Розумовський. Нова Січ є пристановищем козаків. Існує Кримське ханство, якому підвладна Ногайська орда.
В Ірані фактично править династія Зандів при номінальному правлінні сефевіда Ісмаїла III.
Значними державами Індостану є Імперія Великих Моголів, Імперія Маратха. В Китаї править Династія Цін. У Японії триває період Едо.

## Події

### В Україні
- Створено Нову Сербію.
- Засновано фортецю святої Єлисавети.
- У Києві споруджено Маріїнський палац.

### У світі
- У М'янмі до влади на зміну династії Таунгу прийшла династія Конбаун.
- Ахмед-шах Абдалі відвоював у сикхів місто Лахор.
- У Новій Шотландії британські колоністи уклали мир з індіанцями племені мікмаків
- Засновано фортецю Петропавловськ для оборони від джунгарів та казахів.

### Наука та культура
- Бенджамін Франклін продемонстрував електричну природу блискавки.
- Леонард Ейлер опублікував свої формули для кількості граней, ребер та вершин многогранника.
- Нікола Луї де Лакайль відкрив галактику Південна Вертушка.
- Медаль Коплі отримав батько військової медицини Джон Прінгл.
- У Відні відкрився найстаріший у світі зоопарк Шенбрунн
- У Мадриді засновано Королівську академію витончених мистецтв Сан-Фернандо.

## Народились
див. також Категорія:Народились 1752
- 1 січня — Бетсі Росс (Елізабет Грісом), вишивальниця, яка, за легендою, виготовила перший американський прапор
- 16 червня — Салават Юлаєв, башкирський поет
- 1752 — Розумовський Андрій Кирилович — граф, пізніше князь, дипломат, син останнього гетьмана України Кирила Розумовського, приятель і меценат Бетховена.

## Померли
див. також Категорія:Померли 1752